# James Brooker
James Kent „Jim” Brooker (ur. 12 sierpnia 1902 w Cass City w stanie Michigan, zm. 25 września 1973 w Bay City) – amerykański lekkoatleta specjalizujący się w skoku o tyczce, uczestnik letnich igrzysk olimpijskich w Paryżu (1924), brązowy medalista olimpijski w skoku o tyczce. 

## Sukcesy sportowe
- mistrz National Collegiate Athletic Association w skoku o tyczce – 1923[1]
- brązowy medalista mistrzostw Stanów Zjednoczonych w skoku o tyczce – 1923[2]

| Rok  | Miasto | Zawody               | Konkurencja   | Wynik         |
| ---- | ------ | -------------------- | ------------- | ------------- |
| 1924 | Paryż  | Igrzyska olimpijskie | skok o tyczce | brązowy medal |

## Rekordy życiowe
- skok o tyczce – 3,97 (1925)